# وسط اختبار الفطر الجلدي

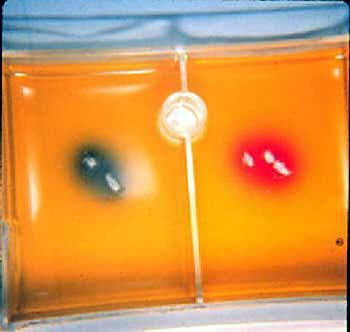
وسط اختبار الفطر الجلدي على اليمين يُظهر تغيرًا في اللون بعد يومين من نمو البويغاء الكلبية (Microsporum canis)

وسط اختبار الفطر الجلدي (اختصارًا DTM) هو أغار خاص يُستخدم في علم الفطريات الطبية. يعتمد على آغار سابورود مع سيكلوهيكسيميد لتثبيط نمو الرميات، ومضاد حيوي لتثبيط البكتيريا، وحمرة الفينول لتحديد الأس الهيدروجيني. يُستخدم الأس الهيدروجيني لتمييز الفطريات الجلدية، التي تستخدم موادًا نيتروجينية في الأيض، منتجةً موادًا جانبية قلوية، وَتُظهر اللون الأحمر في وسط الاختبار. تستخدم الفطريات الرمية النموذجية السكريات في الأيض، وتنتج موادًا جانبية حمضية ولا تظهر اللون الأحمر.